# Felice Govean

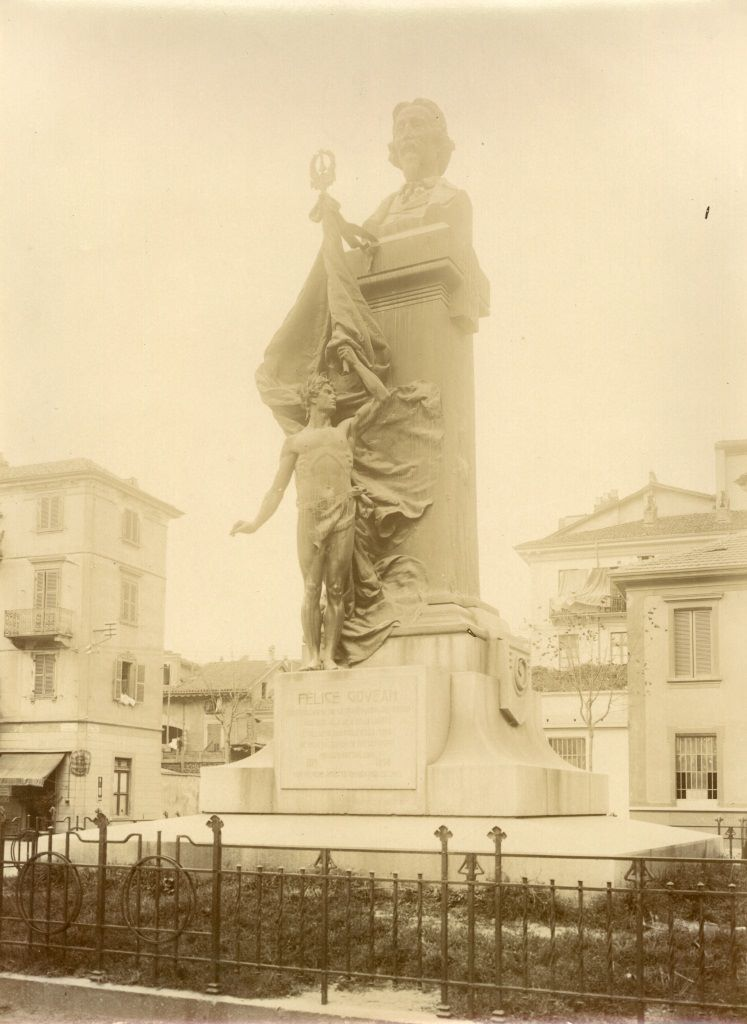

Felice Govean, född den 19 december 1819 i Racconigi i Piemonte, död den 10 mars 1898 i Turin, var en italiensk publicist och dramatiker.
Govean, som tillhörde en högadlig släkt, blev tjänsteman i ett försäkringsbolag, sedermera skådespelare och arbetade en längre tid som typograf. År 1848 uppsatte han med Giovan Battista Bottero och Alessandro Borella den demokratiska tidningen Gazzetta del Popolo, som vann mycket stor spridning. Samtidigt påverkade han folket med patriotiska levnadsteckningar och folkskådespel, bland vilka bör nämnas I valdesi, Gesù Cristo (1875), L'assedio di Torino, Il Guttemberg och Maometto.